# Versöhnungskirche (Gotha)

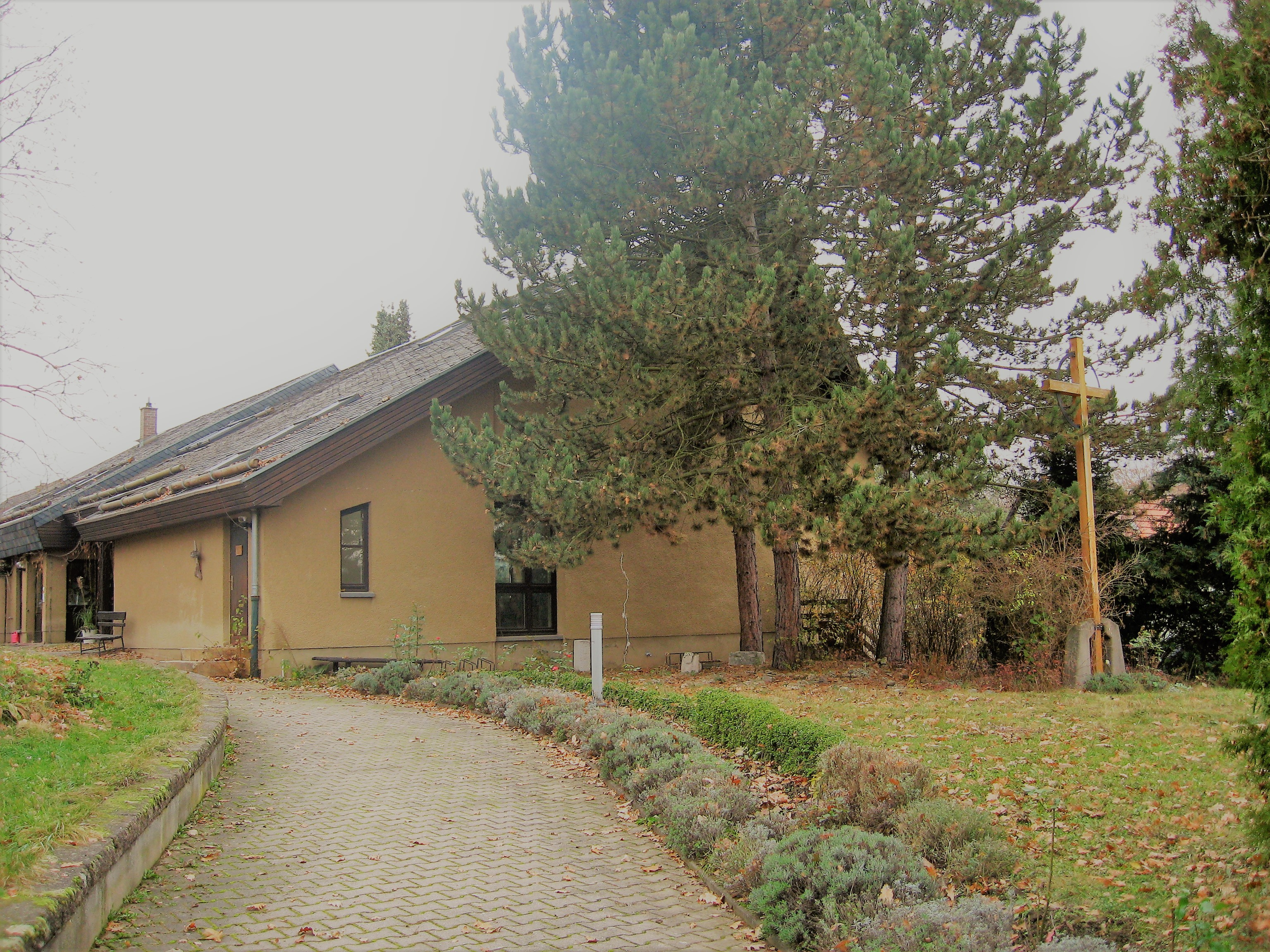
Versöhnungskirche Gotha (2021)

Die Versöhnungskirche ist ein Gemeindezentrum der Evangelischen Kirche in Mitteldeutschland in Gotha. Das Kirchengebäude im Stadtteil West in der Werner-Sylten-Straße 1 ist ein Zweckbau für Gottesdienste und Gemeindearbeit, er wurde 1985 eingeweiht.

## Geschichte

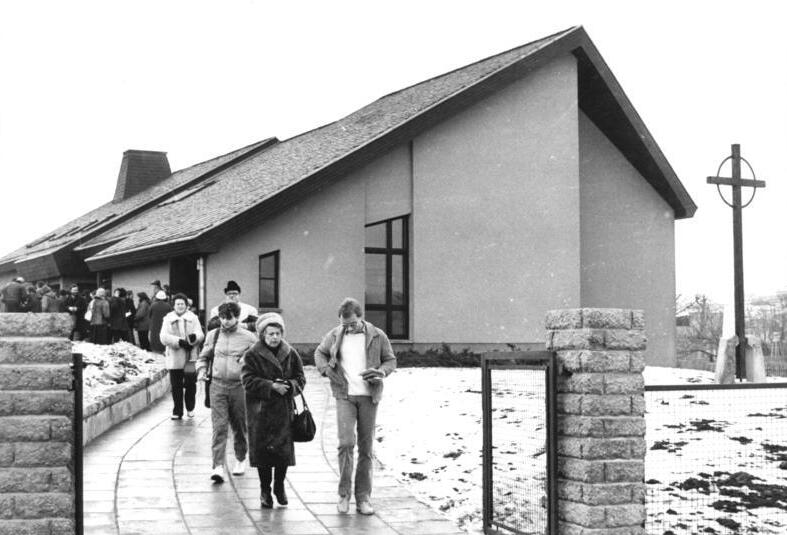
ADN-Foto der Kircheneinweihung am 24. Februar 1985

Die jüngste Kirche der Stadtkirchengemeinde Gotha ist eine der wenigen neu erbauten Kirchen in der DDR. Sie wurde vom Bauprogramm „Kirchen für neue Städte“ finanziert und am 24. Februar 1985 von Landesbischof Werner Leich eingeweiht.
In der DDR-Zeit war die Jugendarbeit besonderer Schwerpunkt des Gemeindelebens: Konzerte und Theateraufführungen, die den DDR-Alltag kritisch hinterfragten, fanden im Jugendkeller statt.
Im Spätherbst 1989 trafen sich in den Räumen der Versöhnungskirche das Bürgerkomitee und der Runde Tisch Gotha.
1999 wurde nach der ersten Dachsanierung eine kleine Kapelle eingerichtet, sie lädt zur Ruhe und Besinnung ein. Seit 2003 ist die Versöhnungskirche eine Station auf dem Europäischen Pilgerweg nach Santiago de Compostela.

## Varia

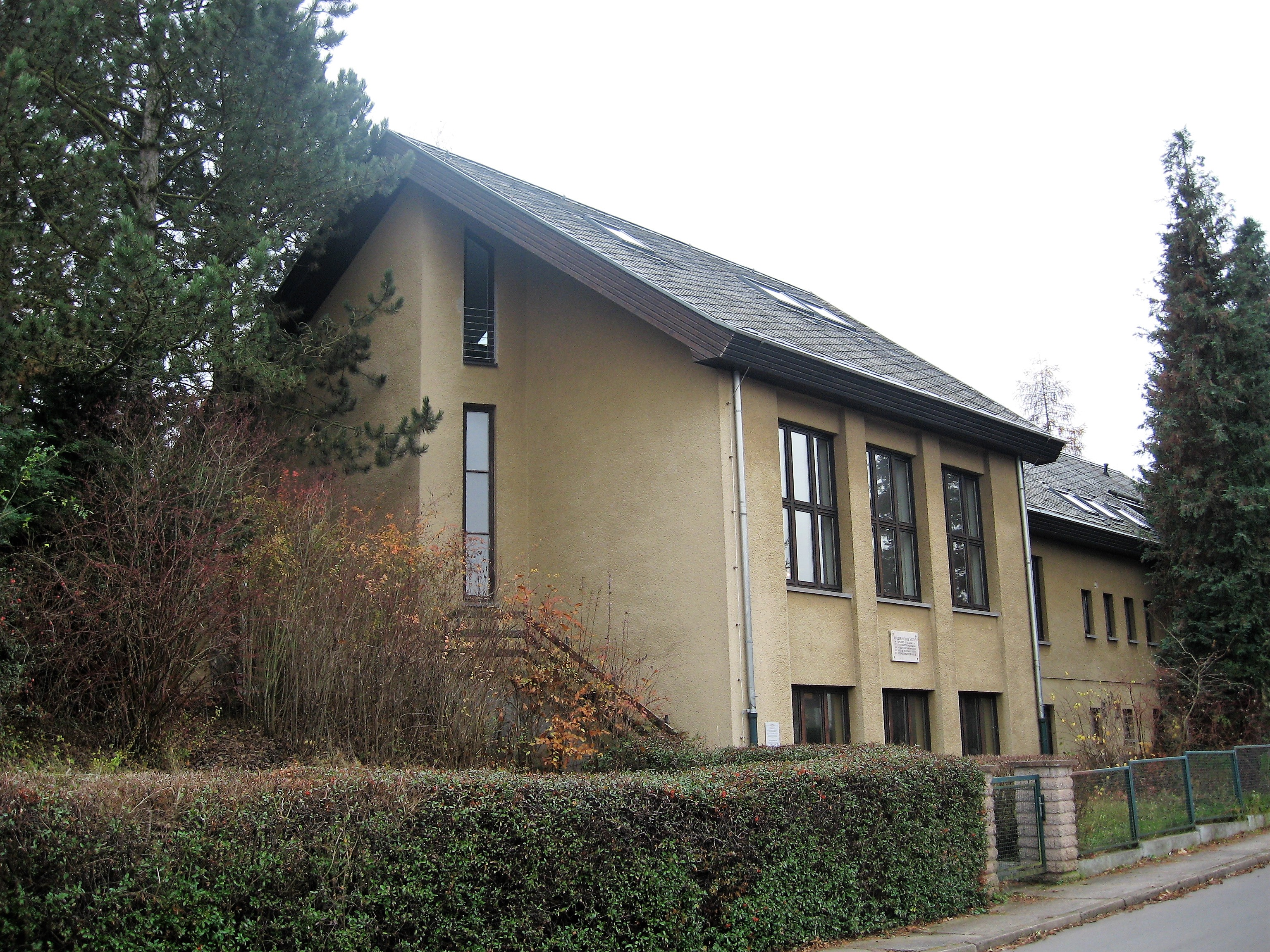
Seitenansicht (2021)

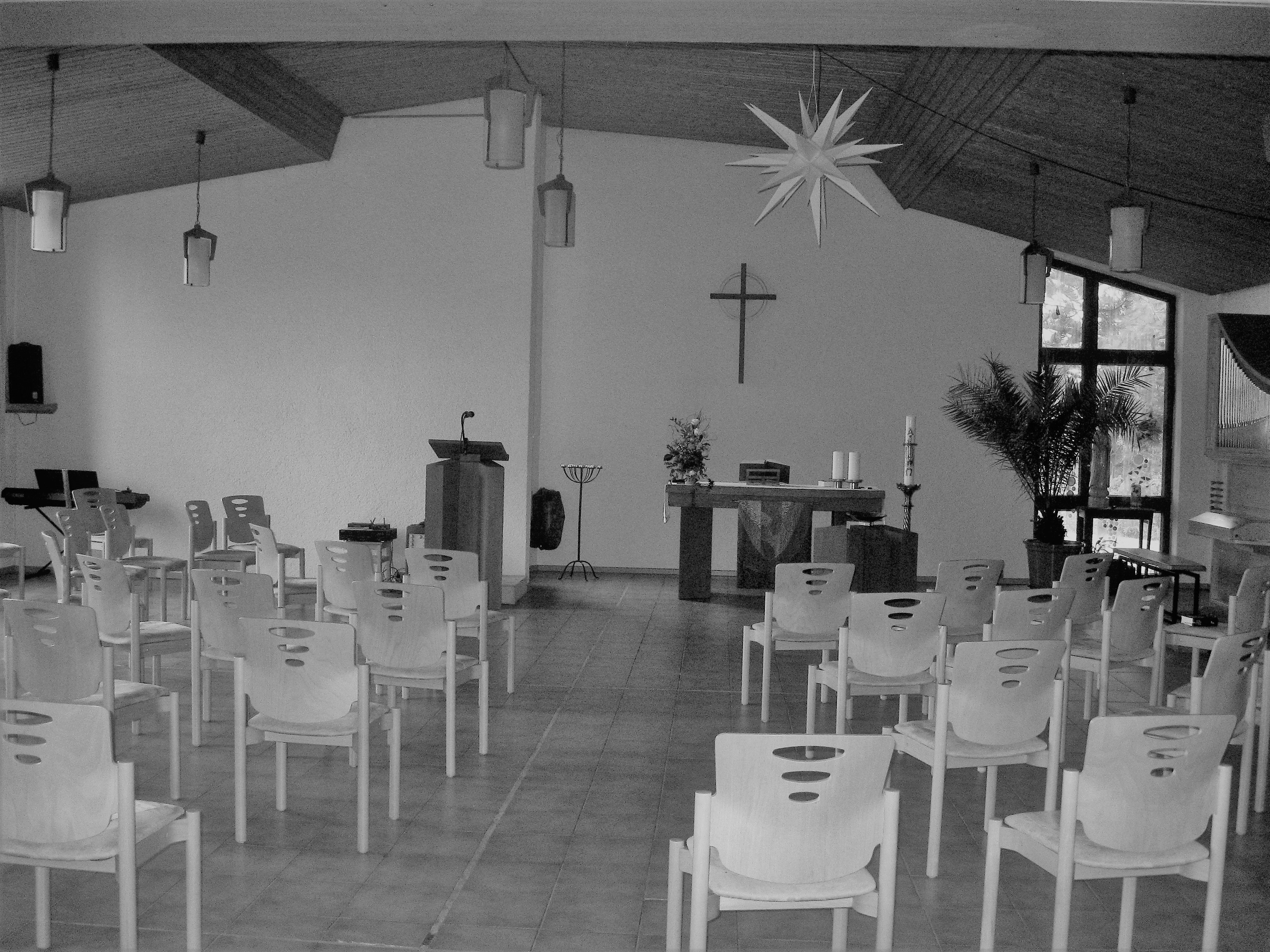
Innenansicht

- 2015 gab es den 30-Lichter-Abend mit 30 Personen, die diese Kirche besonders geprägt haben.
- Die historische Kirchenglocke stammt aus der Dorfkirche Schöngleina.[1]
- Die Kirche wird auch als Pilgerherberge genutzt: Übernachtungen sind mit Pilgerausweis möglich. Pro Jahr übernachten dort rund 200–250 Pilger, gern genutzt von Schulklassen und Jugendgruppen. Die  Kapelle ist auch Segnungsort für Pilger.[2][3]
- Die Gedenktafel für Werner Sylten wurde an dessen 125. Geburtstag an der Versöhnungskirche angebracht.[4] Sie befand sich ursprünglich an einem inzwischen abgerissenen Gebäude im Stadtzentrum.